# Vangovití
Vangovití (Vangidae) představují starosvětskou čeleď pěvců, jejíž zástupci se široce rozrůznili na Madagaskaru. Místní vangy se svou velikostí pohybují od zhruba 13 cm do více než 30 cm a nápadně se liší i tvarem zobáků; například vanga srpozobá (Falculea palliata) má úzký, až 70 mm dlouhý a dolů zahnutý zobák, vanga přílbová (Euryceros prevostii) zase vyniká mohutným zobákem modrého zbarvení. Vangy tak – podobně jako známější „Darwinovy pěnkavy“ – poskytují příklad ostrovní adaptivní radiace, tedy vyštěpení rozmanitých forem obsazujících prázdné ekologické niky izolovaných ostrovních stanovišť.
Rozmanitost forem komplikovala i systematiku vangovitých, řada jejich dnešních druhů před nástupem molekulární fylogenetiky spadala do jiných ptačích čeledí. Současný systém k vangovitým přidružuje i několik rodů, jejichž zástupci se podobají ťuhýkům a žijí v subsaharské Africe a jižní, východní a jihovýchodní Asii. V rámci nich se skupina madagaskarských vangovitých evolučně odvozuje.
Vangovití se živí především hmyzem, někteří loví i menší obratlovce, případně se přiživují plody. Způsob získávání potravy závisí na tvaru zobáku. Rozmnožovací systémy se zakládají na monogamním páru, u některých druhů jsou však složitější, a v případě vangy srpozobé se s jedinou samicí dokonce páří větší množství samců. Několik druhů v důsledku ztráty biotopů patří mezi obecně ohrožené.

## Systematika
Coby popisná autorita čeledi vangovitých (Vangidae) se uvádí anglický ornitolog William John Swainson (1831), jenž v monografii Fauna Boreali-americana operuje s termínem „Vangae“. Swainson však toto pojmenování použil nejspíše ve smyslu prostého množného čísla a nikoli ve smyslu samostatného vyššího taxonu. Stejné nedorozumění se objevuje i u některých dalších ptačích čeledí, jako jsou čagrovití (Malaconotidae) či pitovití (Pittidae). Francouzský ornitolog Jean Théodore Delacour operoval s vangami jako samostatnou čeledí v roce 1932, kdy pro ně užil francouzské jméno „Vangides“, do korektní latinizované podoby převedené ornitologem A. L. Randem o čtyři roky později.
Systematické zařazení současných zástupců vangovitých bylo historicky značně proměnlivé a vymezení této diverzifikované skupiny pomohly pečlivě osvětlit až molekulárně-fylogenetické analýzy. Vangovití představují ukázku rozsáhlé adaptivní radiace na ostrově Madagaskar a tvoří ucelenou, monofyletickou skupinu. Situaci nicméně komplikuje skutečnost, že tento madagaskarský klad, tedy vangovití v užším smyslu, vystupuje jako blízce příbuzný vůči liniím žijícím v pevninské Africe a Asii.
Co se týče madagaskarských forem, srovnání mtDNA z roku 2001 potvrdilo začlenění monotypického rodu Tylas v rámci vangovitých, zatímco přírodovědci ve 20. století jej sdružovali i v rámci bulbulovitých (Pycnonotidae), žluvovitých (Oriolidae), drozdovitých (Turdidae) nebo špačkovitých (Sturnidae). Tatáž práce odhalila, že se v rámci vangovitých odvětvují i pěvky rodu Newtonia, předtím řazené do sběrné skupiny pěnicovitých (Sylviidae) či lejskovitých (Muscicapidae). Studie Johansson & kol., 2008 mezi vangovité jednoznačně zařadila i monotypický rod Mystacornis, původně klasifikovaný v rámci sběrné skupiny timáliovitých (Timaliidae). Mezi vangovité je dále řazen např. i monotypický rod Pseudobias s původním umístěním v rámci lesknáčkovitých (Platysteiridae); či rod Hypositta, někdy řazený v rámci sýkorovitých (Paridae) či vlastní čeledi Hyposittidae.
Mezi africko-asijské zástupce vangovitých patří rody Bias, Hemipus, Megabyas, Philentoma, Tephrodornis a Prionops, historicky opět sdružované napříč rozličnými ptačími skupinami, včetně čeledí Platysteiridae (Bias, Megabyas), Malaconotidae (Prionops), Prionopidae (Prionops, Philentoma, Tephrodornis) či Campephagidae (Hemipus), nebo klasifikovány jako incertae sedis (Philentoma, Tephrodornis). Vzájemné příbuzenské vazby zůstávají nejisté s ohledem na rod Philentoma, jenž může, ale nemusí vystupovat jako sesterský vůči madagaskarským vangám. Aby byl jednoznačně zachován monofyletismus všech uznávaných taxonů, jak velí principy kladistiky, je nutné buď všechny zařadit v rámci rozšířené čeledi Vangidae, anebo pro rody žijící mimo Madagaskar vymezit větší množství samostatných čeledí. Databáze IOC World Bird List se k dubnu 2024 přiklání k první variantě a operuje tak s čeledí Vangidae v širším smyslu, jež zahrnuje všechny výše zmíněné rody.
Následující abecední přehled rodů je aktuální k dubnu 2024 (IOC World Bird List, v14.1). Rody, které nespadají mezi vangovité v užším smyslu, tj. mezi monofyletickou madagaskarskou skupinu (podčeleď Vanginae), jsou označeny hvězdičkou (*) za jejich popisnou autoritou.
- rod Artamella Sclater, 1924 – vanga (monotypický)
- rod Bias Lesson, 1830* – lesknáček (monotypický; může vystupovat v rámci podčeledi Tephrodornithinae[8])
- rod Calicalicus Bonaparte, 1854 – vanga
- rod Cyanolanius Bonaparte, 1854 – vanga
- rod Euryceros Lesson, 1831 – vanga (monotypický)
- rod Falculea Geoffroy Saint-Hilaire, 1836 – vanga (monotypický)
- rod Hemipus Hodgson, 1845* – suříkovec (může vystupovat v rámci podčeledi Tephrodornithinae[8])
- rod Hypositta A. Newton, 1881 – vanga (monotypický)
- rod Leptopterus Bonaparte, 1854 – vanga (monotypický)
- rod Megabyas J. Verreaux & E. Verreaux, 1855* – lesknáček (monotypický; může vystupovat v rámci podčeledi Tephrodornithinae[8])
- rod Mystacornis Sharpe, 1870 – timálie (monotypický)
- rod Newtonia Schlegel, 1867 – pěvka
- rod Oriolia Geoffroy Saint-Hilaire, 1838 – vanga (monotypický)
- rod Philentoma Eyton, 1845* – stromovníček (může vystupovat v rámci podčeledi Philentominae[8])
- rod Prionops Vieillot, 1816* – přílbovník (může vystupovat v rámci podčeledi Prionopinae[8])
- rod Pseudobias Sharpe, 1870 – lesknáček (monotypický)
- rod Schetba Lesson, 1830 – vanga (monotypický)
- rod Tephrodornis Swainson, 1832* – stromovníček (může vystupovat v rámci podčeledi Tephrodornithinae[8])
- rod Tylas Hartlaub, 1862 – vanga (monotypický)
- rod Vanga Vieillot, 1816 – vanga (monotypický)
- rod Xenopirostris Bonaparte, 1850 – vanga

Vangovití vystupují v rámci kladu korvidních zpěvných Malaconotoidea a jsou zřejmě blízce příbuzné čeledím lesknáčkovití (Platysteiridae) a čagrovití (Malaconotidae).

## Popis

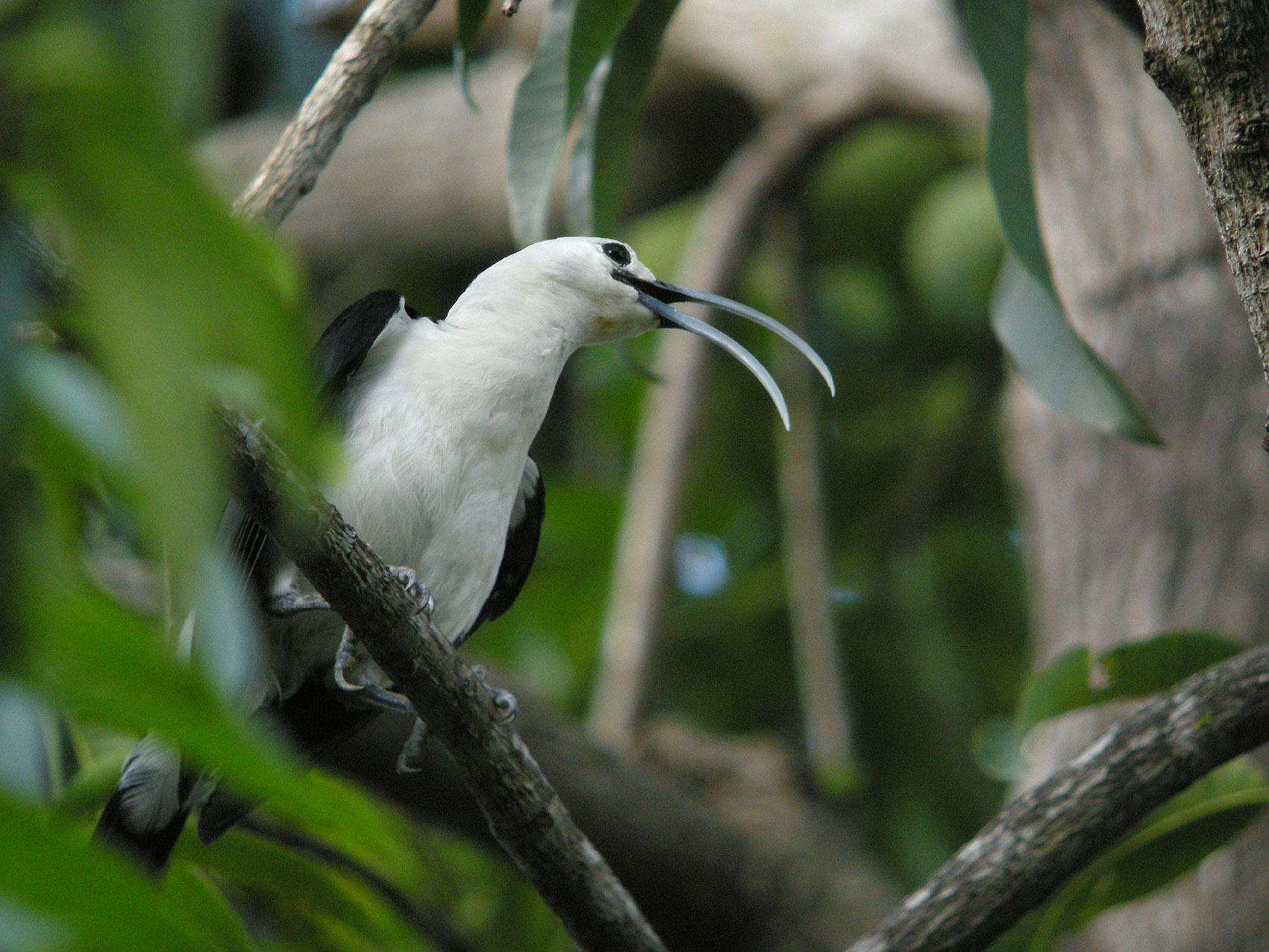
Vanga srpozobá (Falculea palliata)

Vangovití představují značně různorodou ptačí skupinu. Obecně je lze charakterizovat jako malé až středně velké pěvce vejčitého tvaru těla, kteří se dále vyznačují středně dlouhými křídly a ocasem; mohutnou hlavou nesenou na masivním, krátkém krku; a krátkými, ale statnými končetinami. Pevninské druhy svým vzhledem vesměs připomínají jemněji stavěné ťuhýkovité (Laniidae). Jejich hlavu může zdobit výrazný hřebínek, jenž konkrétně vynesl jméno rodu přílbovníků, u nichž může měřit až 4,5 cm při celkové tělesné velikosti 16–26 cm. Chocholka se dále objevuje např. u afrického lesknáčka černého (Bias musicus).

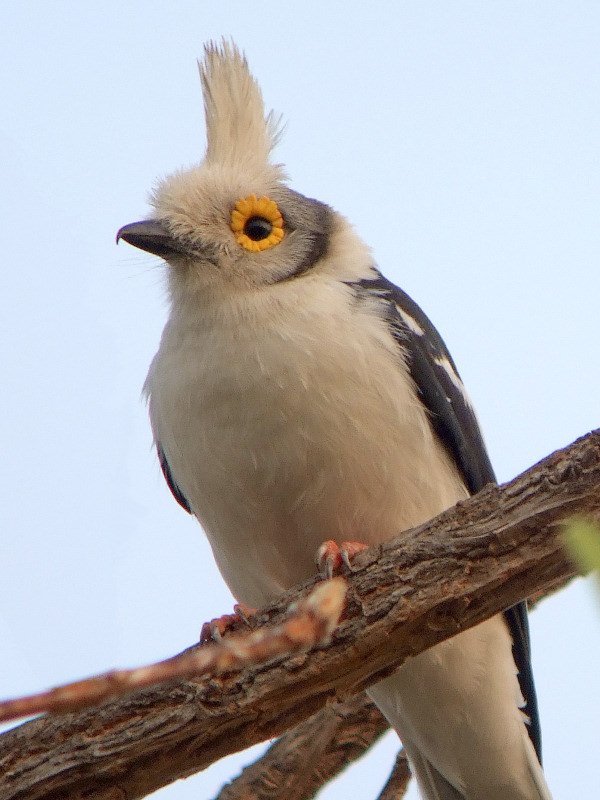
Přílbovník chocholatý (Prionops plumatus)

Zvlášť výrazná adaptivní radiace však proběhla u vangovitých z Madagaskaru, jež svým vzhledem nezřídka připomínají nepříbuzné formy. Rozdíly ve velikosti mezi nejmenším a největším zástupcem se v případě madagaskarských zástupců liší téměř o 250 %: zatímco vanga brhličí (Hypositta corallirostris) měří pouhých 13 cm, vanga srpozobá (Falculea palliata) může měřit až okolo 32 cm. Svou rozmanitostí ve tvarech zobáků vangy představují analogii v tomto ohledu známějších „Darwinových pěnkav“ a v obou případech došlo k přetvoření zobáků na specializované nástroje sloužící k získávání potravy v určitých ekologických nikách. Zobáky jsou v takové situaci někdy připodobňované k různým typům lidských kleští využívaných ke konkrétním účelům. Například vanga hákozobá (Vanga curvirostris) vyniká robustním, hákovitým zobákem, jenž se dobře hodí pro lov větší kořisti. Zvlášť mohutný zobák má ke stejnému účelu i vanga přílbová (Euryceros prevostii), u níž dosahuje rozměrů asi 50×30 mm. Bočně zploštělý zobák rodu Xenopirostris se hodí k odtrhávání stromové kůry, zatímco až 70 mm dlouhý a dolů zahnutý zobák vangy srpozobé představuje ideální nástroj k propátrávání štěrbin. Menší druhy vang mívají méně specializovaný typ zobáku, jenž slouží k prostému sběru potravy z povrchu větví či kmenů stromů – mezi takové zástupce patří například vanga červenoocasá (Calicalicus madagascariensis), vanga červenoramenná (Calicalicus rufocarpalis), vanga modrá (Cyanolanius madagascarinus) či vanga brhličí.

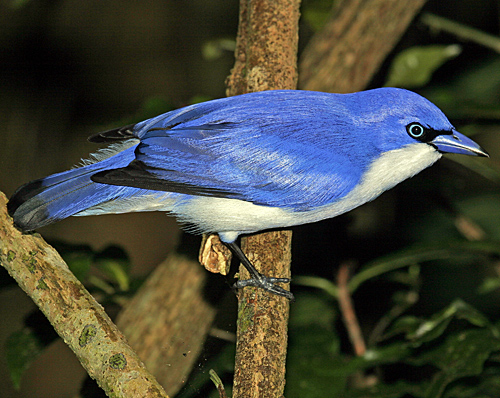
Vanga modrá (Cyanolanius madagascarinus)

Podobně, jako se různí tělesné proporce jednotlivých druhů, proměnlivé může být i jejich zbarvení. Opeření bývá šedé, černé, rezavé či modré, typicky se světlým spodkem těla. Některé druhy však mohou mít peří na celém těle v tmavých odstínech. Pohlavní dimorfismus se může, ale nemusí objevovat. Z pevninských druhů je pohlavně dimorfní například lesknáček černý, kdy se opeření svrchních partií v případě samců pohybuje v leskle modro- až zelenočerných odstínech, ale samice mají hnědočernou hlavu a rezavohnědý hřbet, křídla a ocas. Naproti tomu stromovníček šedohnědý (Tephrodornis pondicerianus) se v případě obou pohlaví vyznačuje podobným, relativně fádním opeřením a nevýraznou obličejovou maskou. Co se týče madagaskarských forem, zhruba u nadpoloviční většiny z nich se objevuje pohlavní dvojtvárnost. Řada druhů má peří spíše v černo-bílých odstínech, někdy s červenými znaky. Pestřejší bývají spíše menší druhy, jako jsou vanga červenoramenná a červenoocasá, které se vyznačují černou náprsenkou, šedou hlavou a červenými znaky. Vanga modrá má, jak již jméno napovídá, peří v barvě ultramarinové modři. Hlavu může u některých zástupců zdobit oční kroužek: madagaskarské vangy stračí (Leptopterus chabert) jej mají netypicky modrý. Z kontinentálních druhů má oční kroužek např. většína přílbovníků, u nichž se pohybuje v žlutých, oranžových, červených nebo šedomodrých odstínech. Konečně, pestře zbarvený může být i zobák, jenž je například u vangy přílbové nápadně modrý. Některé vangy mohou mít výrazné černé zbarvení na vnitřní ploše zobáku, jmenovat lze vangu bělohlavou (Artamella viridis), vangu černobílou (Xenopirostris damii) nebo vangu srpozobou.

## Výskyt

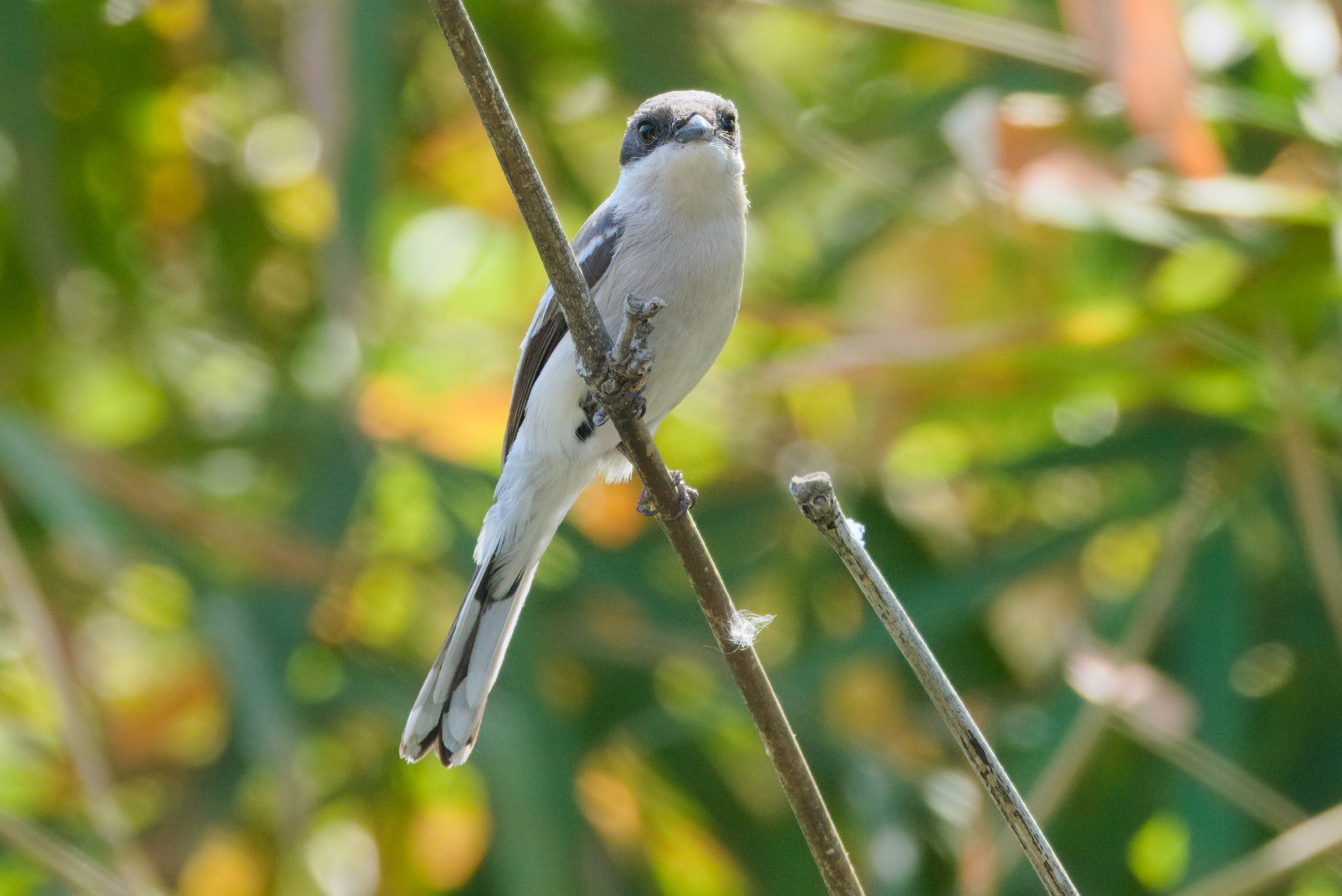
Suříkovec pruhokřídlý (Hemipus picatus), jeden z asijských zástupců vangovitých

Kontinentální druhy vangovitých žijí v subsaharské Africe a dále od jižní po východní a jihovýchodní Asii včetně Malajského souostroví. Areál rozšíření zahrnuje i Cejlon. Rody Bias, Megabyas a Prionops obývají africký kontinent, zatímco rody Hemipus, Philentoma a Tephrodornis mají svůj areál rozšíření v Asii. Vangovití zřejmě původně pocházejí z Afriky, evoluční hypotézy následně předpokládají buďto migraci do Asie a poté na Madagaskar, nebo na Madagaskar a poté do Asie, nebo nezávisle do Asie a na Madagaskar.
Počátek spektakulární adaptivní radiace vangovitých na Madagaskaru zřejmě sahá až do svrchního oligocénu před asi 23 miliony lety, přičemž většina současných rodů se mohla vyvinout již ve středním miocénu před asi 15 miliony lety. Oproti šatovníkům či Darwinovým pěnkavkám, kteří také podstoupili mohutnou adaptivní radiaci, je tak tento klad dosti starý, neboť diverzifikace výše zmíněných skupin sahá jen asi 4 až 6 milionů let do minulosti. Vangovití představují jednu z nejstarších ptačích skupin na Madagaskaru, jež zde předcházela ostatním pěvcům, přičemž s výjimkou lemurů se ve svrchním oligocénu na tomto ostrově zároveň čerstvě usazovala i savčí fauna. Vangovitým se zde díky tomu naskytlo velké množství prázdných ekologických nik, které mohli postupně obsadit. Studie z roku 2012 předpokládá, že po počáteční radiaci nastala její druhá vlna před asi 10–5 miliony lety a měla svůj původ v nárůstu disparity zobáků. Rod Cyanolanius se z Madagaskaru navíc rozšířil i na Komorské ostrovy, což je poměrně překvapivé, neboť jeho zástupci žijí oproti některým jiným vangám mnohem usedlejším způsobem života. Vyjma čeledi vangovitých na Madagaskaru prodělala evoluční radiaci ještě jedna skupina pěvců, endemitní čeleď Bernieridae.

## Ekologie

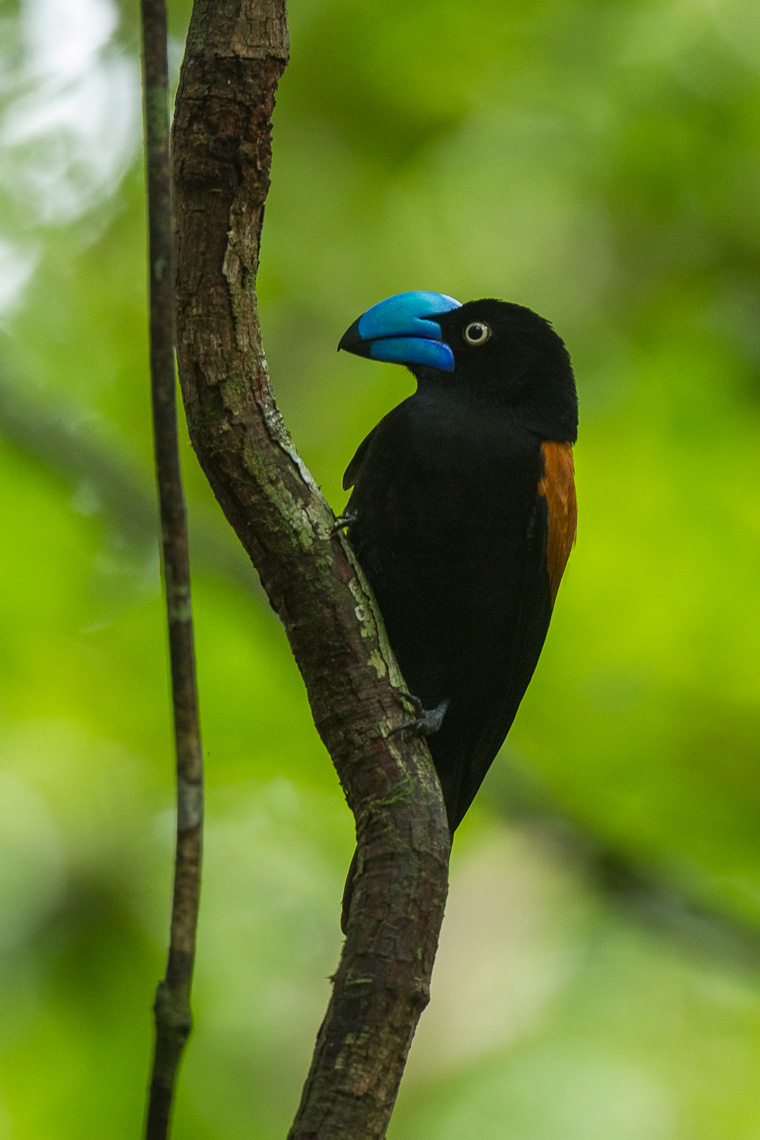
Madagaskarská vanga přílbová (Euryceros prevostii) ve svém přirozeném prostředí

Vangovití obývají široký rozsah biotopů. Na pevnině žijí od křovinatých oblastí a otevřených lesů po tropické deštné lesy, na Madagaskaru kolonizovali prakticky všechny typy lesních stanovišť. Západní pobřeží ostrova porůstají opadavé lesy, východnímu pobřeží dominují deštné lesy, zatímco na jihu převládá hustá křovinná vegetace adaptovaná suchému klimatu; některé druhy vangovitých, jako je vanga bělohlavá, mohou využívat všech vyjmenovaných stanovišť, jiné druhy jsou v tomto ohledu specializovanější, například vanga červenoramenná je specialistou na subaridní podmínky jihozápadu ostrova. Vangovití scházejí v Centrální vysočině, která dělí ostrov na západní a východní část, protože zde převládá pro ně nevhodná stepní vegetace. Madagaskarští zástupci typicky nemigrují, zvláště afričtí přílbovníci žijící v otevřené krajině, jako je přílbovník šedochocholatý (Prionops poliolophus), černohnědý (P. retzii) nebo chocholatý, se však mimo období rozmnožování stahují pryč z hnízdních oblastí.
Vangovití jsou primárně hmyzožraví, nicméně někteří zástupci mohou lovit rovněž malé druhy obratlovců. Rozmanité potravní preference, spojené s příslušným tvarem zobáku, poskytují zvláště madagaskarské druhy, protože ve svých ekosystémech funkčně nahrazují ptačí skupiny, jež na ostrov nikdy nepronikly. Konkrétně lze tak mezi nimi nalézt analogie šplhavců, ťuhýků, sýkor, šoupálků nebo brhlíků. Většina madagaskarských vangovitých jednoduše sbírá členovce z povrchu listů nebo kůry, a protože toto chování vykazují jejich bazální linie, je pokládáno za původní. Nicméně i v takovém případě se objevují preference určitých ekologických nik, kdy například rod Calicalicus sbírá kořist z listů a větviček, zatímco vangy brhličí z rodu Hypositta se pohybují po větvích a kmenech stromů podobně jako brhlíci a obstarávají si potravu tímto způsobem. Vanga stračí pomocí svého dlouhého a kuželovitého zobáku svede lovit i létající hmyz podobně jako lejsci. Zástupci rodu Xenopirostris odlamují kousky kůry nebo přirostlého mechu či pronikají do hmyzích kokonů. Mezi dravé druhy, jež představují nebezpečí i pro některé obratlovce, patří vanga hákozobá, která loví i chameleony, netopýry, gekony, žáby či jiné druhy ptáků, přičemž polapenou kořist často zaklíní do stromové vidlice a následně roztrhá. Vyjma středně velkého hmyzu se obratlovci živí i vanga přílbová; prostřednictvím svého mohutného zobáku potravu získává stejně obratně v listoví a větvoví, jakož i v podrostu. Extrémně prodloužený zobák vangy srpozobé zřejmě svému nositeli umožňuje pronikat do různých skulin ve dřevě, kde se ukrývají hmyzí larvy. Jídelníček některých druhů mohou zpestřovat i plody, jmenovat lze například vangu bělohlavou, modrou či stračí.

## Chování a rozmnožování

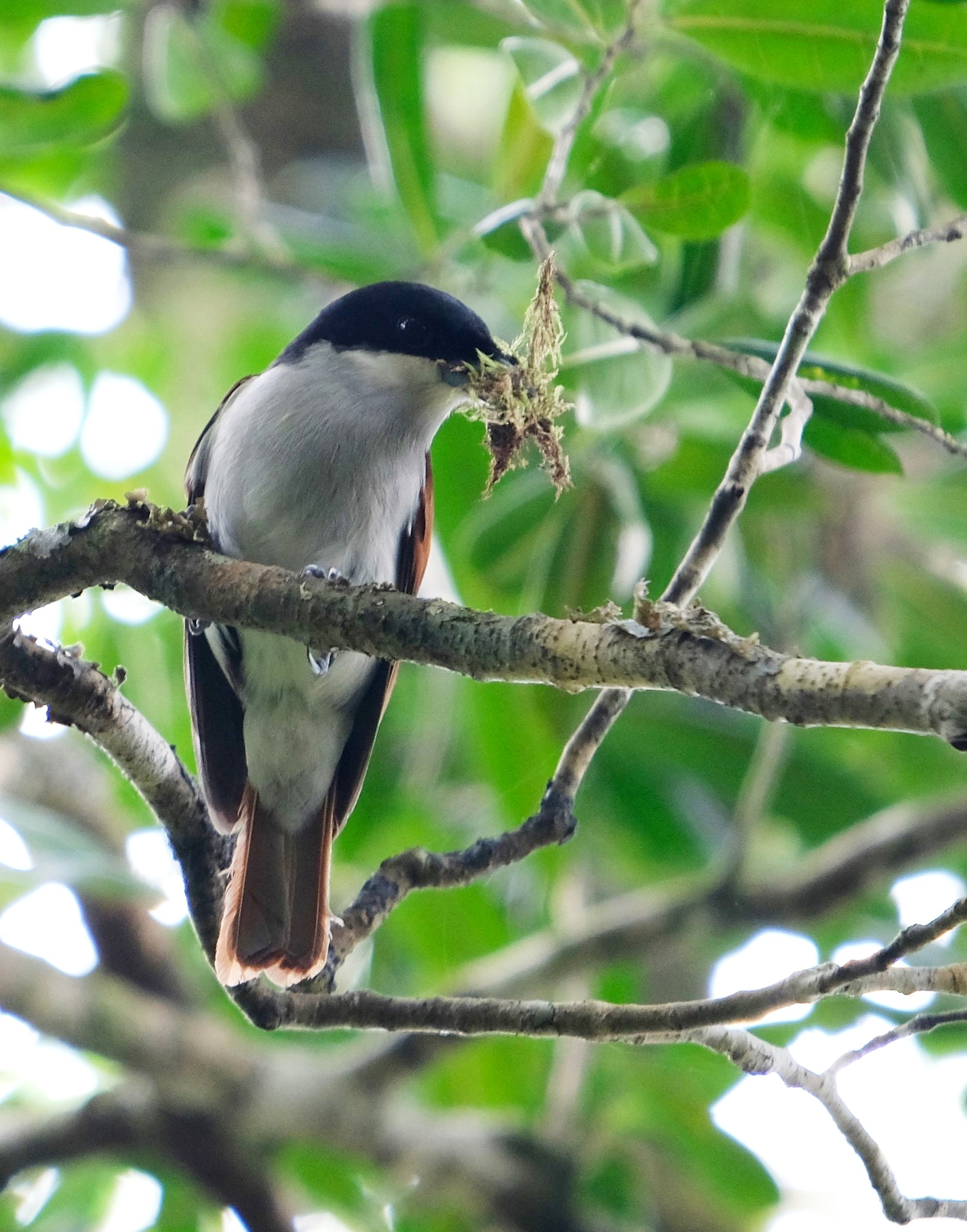
Vanga rezavohřbetá (Schetba rufa) s rostlinným materiálem v zobáku

Mimo období rozmnožování mohou vangovití vystupovat jako relativně společenští ptáci. Například vangy srpozobé tehdy vytvářejí velká hejna zahrnující i více než 30 jedinců, v noci pak hřadují ve společných úkrytech, jež mohou pojmout i více než 50 ptáků. Na Madagaskaru se zástupci vangovitých zároveň sdružují do mezidruhových krmných hejn, jež tvoří nejen různé druhy vang, ale i jiných lesních pěvců. Podobná sdružení obvykle vedou vangy rezavohřbeté (Schetba rufa). Skupinový život je typický rovněž pro africké přílbovníky, přičemž v jejich hejnech panuje přísná hierarchie a dominantní postavení zde má alfa samice. Řada vangovitých se ozývá výrazným voláním, například vangy rezavohřbeté vydávají výrazný zvonivý zpěv, často v párových duetech. Velmi hlučné bývají koloniální druhy, např. vanga srpozobá.
Vangovití z obecného hlediska představují monogamní ptáky hnízdící v jednotlivých párech, ačkoli sociální systémy mnohých druhů jsou komplikovanější. Například vangy černé (Oriolia bernieri) a srpozobé se vyznačují tzv. kooperativní polyandrií, kdy se s jedinou samicí páří větší množství samců, již pomáhají se stavbou hnízda, inkubací vajíček a odchovem mláďat. Samice tohoto druhu se také netypicky dvoří samcům. U některých druhů se objevují rovněž tzv. „helpers“, pomocníci etablování z předchozí snůšky, kteří pomáhají svým rodičům s péčí o nová mláďata. V případě vangy rezavohřbeté asi třetinu párů doplňuje typicky mladý samec, jenž se podílí na obraně teritoria, hlídkování před predátory i krmení mláďat – množství přímé péče o mláďata se však u různých pomocníků výrazně liší a někteří z nich k jejich krmení nepřispívají vůbec. U vangy bělohlavé vystupují jako případní pomocníci přepeřující se mladí samci, jejichž význam pro hnízdní pár spočívá výhradně ve strážních aktivitách. Šestiletá terénní studie zabývající se kooperativním hnízděním vangy rezavohřbeté však odhalila, že pomocníci navzdory odvedené práci neovlivnili reprodukční úspěchy hnízdního páru, a její autoři proto spekulují, že mladí ptáci tímto způsobem spíše získávají dovednosti nutné k vlastnímu hnízdění. Kooperativní chov je typický rovněž pro africké přílbovníky v rámci jejich hierarchicky uspořádaných skupin, tvořených hnízdním párem, jejich potomstvem a sourozenci hnízdního páru. Největší skupiny tvořené pomocníky obou pohlaví vytvářejí přílbovníci spíše v sušších, níže položených oblastech v nižších zeměpisných šířkách.
Hnízda více či méně miskovitého tvaru si vangovití budují na větvích stromů, či je na větve zavěšují. Svou rozmanitostí se hnízda pohybují od mohutné stavby z klacků u vangy stračí po hnízdo ze stromového kapradí u vangy brhličí. Mnoho druhů jej zpevňuje prostřednictvím pavoučího hedvábí. Snůška činí 2 až 5 vajec, inkubační doba 16 až 24 dní a opeření mláďat nastává za 17 až 24 dní. Potomstvo však zhruba dalších 10 až 12 týdnů využívá péče rodičů či jiných členů skupiny. Rodičovské povinnosti bývají rovnoměrně rozděleny mezi oba členy páru.

## Vztah s lidmi

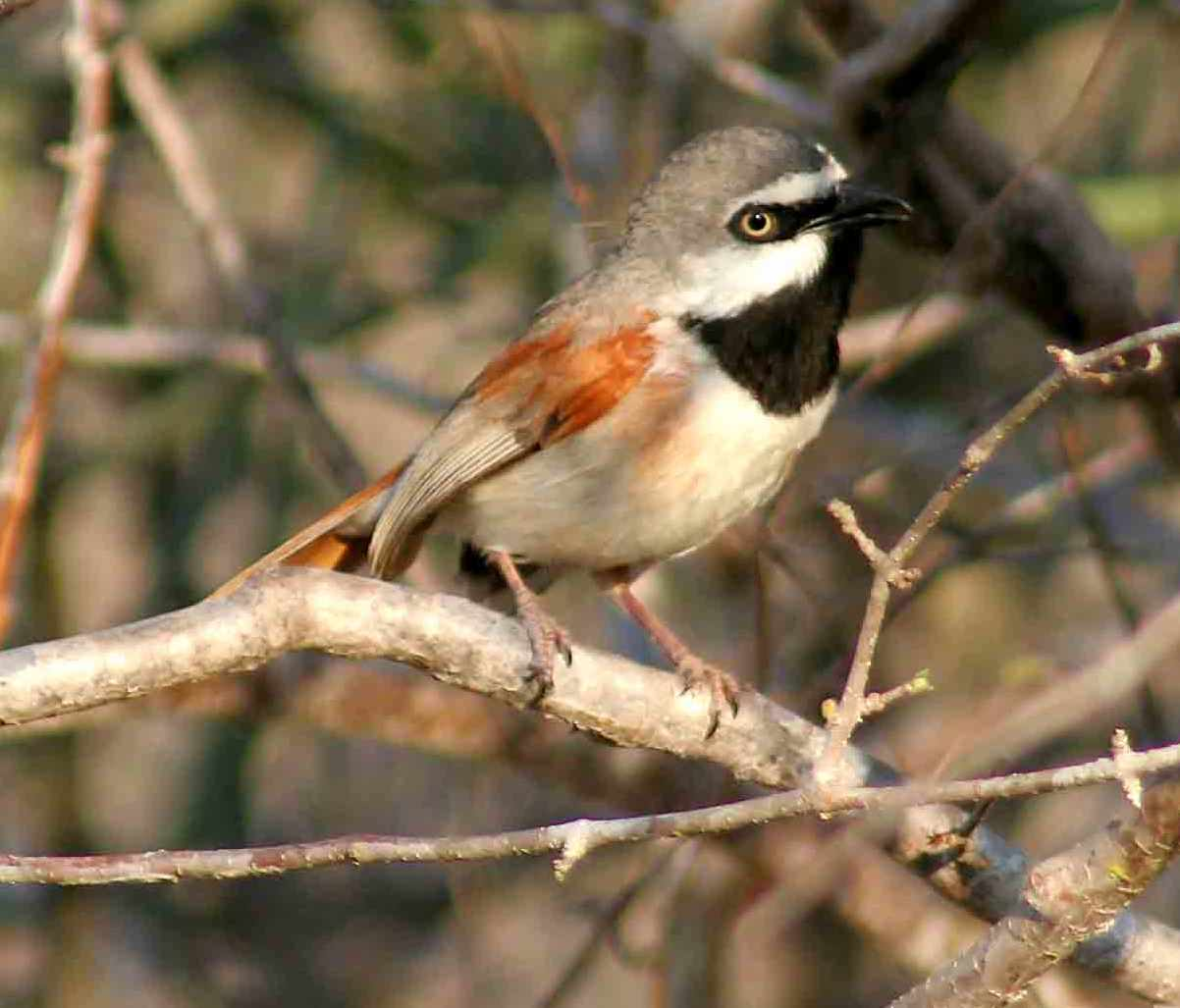
Vanga červenoramenná (Calicalicus rufocarpalis) představuje zranitelný druh popsaný teprve roku 1997

Mezinárodní svaz ochrany přírody (IUCN) hodnotil k dubnu roku 2024 celkem 28 druhů vangovitých mezi málo dotčenými, 4 druhy mezi téměř ohroženými, 3 druhy mezi zranitelnými a 5 druhů mezi ohroženými. Žádný zástupce nebyl klasifikován ani mezi kriticky ohroženými druhy, ani mezi druhy novodobě vyhynulými.
Hlavní příčinu ohrožení vangovitých představuje ztráta přirozeného prostředí. Na Madagaskaru, jenž je vystaven postupujícímu odlesňování, je z tohoto důvodu ohroženo hned několik zástupců. Vanga černobílá se například vyskytuje pouze ve dvou potvrzených lokalitách na severozápadě ostrova a její populace nadále ubývá následkem mýcení a vypalování lesů, lesních požárů či těžby dříví. IUCN k roku 2019 předpokládá velikost jejích populací na 1 500–7 000 dospělců. Mezi ohrožené druhy IUCN zařazuje i vangu černou (Oriolia bernieri) a přílbovou, přičemž obě žijí na východě Madagaskaru a jejich předpokládaná populace činí dle odhadů 2 500–10 000, resp. 6 000–15 000 dospělců (k roku 2018). Maximálně 1 000 dospělých jedinců (k roku 2016) předpokládá IUCN v případě vangy červenoramenné z jihozápadu Madagaskaru, jež se dočkala vědeckého popisu teprve roku 1997. Její přirozené prostředí však není výrazně narušeno, a proto tento druh spadá pouze mezi zranitelné.
Co se týče ohrožených zástupců žijících mimo Madagaskar, nahnutou budoucnost má přílbovník angolský (Prionops gabela), u nějž IUCN předpokládá populaci o velikosti 600–1 700 dospělých jedinců, vyskytující se výhradně poblíž města Gabela v západní Angole. Do kategorie ohrožených druhů na základě malého areálu výskytu spadá i komorská vanga Cyanolanius comorensis. Asijské druhy nejsou pokládány za obecně ohrožené, stromovníček černohrdlý (Philentoma velata) nicméně spadá na seznam téměř ohrožených druhů v důsledku rozsáhlého úbytku lesů v jihovýchodní Asii, zejména v nížinách sundské oblasti.
Mezi obyvateli Madagaskaru představují vangy běžně známé opeřence, v malgaštině nesou obecná jména typicky na základě svého zpěvu, barvy peří nebo specifického chování. Například vangu srpozobou místní nazývají jako „voronjaza“ („dětský pták“) podle blízké podobnosti jejího volání s dětským pláčem. Kromě občasného lovu mohutnějších zástupců sice nemají pro zdejší obyvatele přímý význam, díky své vysoké diverzitě a disparitě však přitahují pozornost vědců i pozorovatelů ptáků a přispívají zdejší ekoturistice. Přílbovníci mají určitou roli v africkém folklóru a například lidé národů Ndebele a Tonga věří, že pokud spatří hejno přílbovníka chocholatého, přinese jim to štěstí během dnešního lovu.